# Stipa bhutanica
Stipa bhutanica är en gräsart som beskrevs av Henry John Noltie. Stipa bhutanica ingår i släktet fjädergrässläktet, och familjen gräs. Inga underarter finns listade i Catalogue of Life.